# Václav Würfel
Václav Vilém Würfel (alias Wenzel Würfel, polonais : Wilhelm Wacław Würfel ; Plaňany, 6 mai 1790 – Vienne, 23 avril 1832) est un pianiste, compositeur, pédagogue et chef d'orchestre bohémien.

## Biographie
Baptisé Václav, il est généralement dénommé Vilém ou dans la forme allemande de Wilhelm. Son nom de famille est dans la matrice écrit Werfel. Il était le fils d'un instituteur de Plaňanech dans la région de Kolín au centre de la Bohême. Il commence son éducation musicale avec sa mère, bonne pianiste. Enfant prodige, dès ses douze ans, il se produit en concerts publiques. En 1807, il se rend à Prague, pour étudier avec Václav Jan Tomášek. Il devient concertiste et effectue des tournées en Bohême, Hongrie, Russie et Pologne.
En 1815, il s'installe à Varsovie, où il est professeur au conservatoire de Varsovie (Instytut muzyki et deklamacji). Il enseigne le piano, l'orgue et la basse continue. Le plus important de ses élèves est Frédéric Chopin, avec qui il noue des relations amicales. Il lui dédie son quatrième concerto pour piano en fa majeur. 
En 1824, il retourne à Prague, où il compose son opéra Rübezahl (Prague, le 7 octobre 1824, Vienne, mars 1825). L'œuvre a connu plus tard un grand succès, surtout lorsqu'elle est traduite en tchèque (Krakonoš, 1930). En 1826 , il s'installe à Vienne, où il devient chef d'orchestre à l'opéra au Theater an der Wien. Il est mort à Vienne en 1832.

## Œuvres

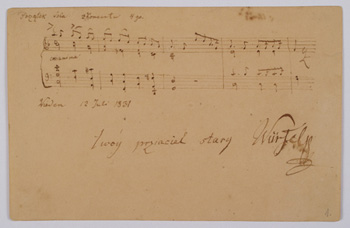
La dédicace de Würfel à Frédéric Chopin : « Votre ami, le vieux Würfel » (1831).

### Opéra
- Rübezahl (1824)
- Der Rothmantel (1832)

### Piano (sélection)
- Une grande fantaisie pour piano op. 14
- Variations pour piano op. 15, 16, 17, 19 et 29
- Rondeaux brillants pour piano op. 20 (pub. Peters, Leipzig), 24, 25, 30 (pub. Haslinger, Vienne)
- Polonaises op. 21, 26
- Grande Polonaise op. 27 (pub. Peters, Leipzig)
- Der Sieg Wellington's, op. 13, fantaisie pour piano à 4 mains
- Concerto pour piano et orchestre op. 28 (pub. Peters, Leipzig)
- Grand Rondeau brillant dans mi-bémol majeur, op. 30

Il a dirigé une collection éducative pour le piano : Euterpe et auto-publié sa propre collection de instructif mélodies : Zbiór exercycyi w ksztalcie preludyów de vszystkich tonów maior et minor (1921). Il compose aussi des mélodies, dont Wie herrlich ists im Wald dans les pays allemands.

## Articles contextuels
- Václav Jan Křtitel Tomášek
- Frédéric Chopin